# Adenodolichos punctatus
Adenodolichos punctatus är en ärtväxtart som först beskrevs av Marc Micheli, och fick sitt nu gällande namn av Hermann August Theodor Harms. Adenodolichos punctatus ingår i släktet Adenodolichos och familjen ärtväxter.

## Underarter
Arten delas in i följande underarter:
- A. p. bussei
- A. p. punctatus